# Seznam křížových cest v Kraji Vysočina
Seznam křížových cest v Kraji Vysočina obsahuje Křížové cesty dochované i zaniklé. Seznam je řazen podle umístění a nemusí být úplný.

## Seznam
| Křížová cesta      | Fotografie | Galerie                                                                               | Maximální nadmořská výška (m n. m.) | Délka (km) | Rok             | Okres            | Souřadnice                       |
| ------------------ | ---------- | ------------------------------------------------------------------------------------- | ----------------------------------- | ---------- | --------------- | ---------------- | -------------------------------- |
| Batelov            |            | Kategorie „Calvary in Batelov“ na Wikimedia Commons                                   | 625                                 |            | 1842            | Jihlava          | 49°18′31″ s. š., 15°24′2″ v. d.  |
| Dalečín            |            | Kategorie „Stations of the Cross in Dalečín“ na Wikimedia Commons                     | 500                                 |            |                 | Žďár nad Sázavou | 49°35′36″ s. š., 16°14′20″ v. d. |
| Dešov-Hornice      |            | Kategorie „Stations of the Cross (Dešov-Hornice)“ na Wikimedia Commons                | 466                                 |            |                 | Třebíč           | 48°58′50″ s. š., 15°41′ v. d.    |
| Havlíčkův Brod (†) |            | Kategorie „Stations of the Cross in Havlíčkův Brod“ na Wikimedia Commons              | 456                                 |            |                 | Havlíčkův Brod   | 49°36′33″ s. š., 15°35′6″ v. d.  |
| Horní Bobrová      |            | Kategorie „Stations of the Cross in Horní Bobrová“ na Wikimedia Commons               | 594                                 |            | 1820            | Žďár nad Sázavou | 49°29′9″ s. š., 16°6′7″ v. d.    |
| Jihlava (†)        |            | Kategorie „Stations of the Cross in Jihlava“ na Wikimedia Commons                     | 495                                 |            | 1795            | Jihlava          | 49°24′23″ s. š., 15°35′44″ v. d. |
| Kamenice nad Lipou |            | Kategorie „Stations of the Cross in Kamenice nad Lipou“ na Wikimedia Commons          | 556                                 |            | 1765, 1993      | Pelhřimov        | 49°17′23″ s. š., 15°4′33″ v. d.  |
| Křemešník          |            | Kategorie „Stations of the Cross (Křemešník)“ na Wikimedia Commons                    | 769                                 |            | 1906            | Pelhřimov        | 49°24′21″ s. š., 15°19′23″ v. d. |
| Křešín             |            | Kategorie „Stations of the Cross in Křešín (Pelhřimov District)“ na Wikimedia Commons | 510                                 |            | 1791            | Pelhřimov        | 49°34′58″ s. š., 15°2′42″ v. d.  |
| Lukavec            |            | Kategorie „Stations of the Cross in Lukavec“ na Wikimedia Commons                     | 635                                 |            | před 1810, 2009 | Pelhřimov        | 49°33′45″ s. š., 14°58′33″ v. d. |
| Lukov (†)          |            |                                                                                       | 557                                 |            | po 1647         | Třebíč           | 49°4′56″ s. š., 15°47′34″ v. d.  |
| Netín              |            | Kategorie „Stations of the Cross in Netín“ na Wikimedia Commons                       | 545                                 |            |                 | Žďár nad Sázavou | 49°24′59″ s. š., 15°57′6″ v. d.  |
| Nezdín             |            |                                                                                       | 545                                 |            | 2006            | Havlíčkův Brod   | 49°42′51″ s. š., 15°20′24″ v. d. |
| Nová Říše          |            | Kategorie „Stations of the Cross (Nová Říše)“ na Wikimedia Commons                    | 594                                 |            | po 1850         | Jihlava          | 49°8′14″ s. š., 15°34′23″ v. d.  |
| Pelhřimov          |            |                                                                                       | 515                                 |            | obnova 2012     | Pelhřimov        | 49°25′47″ s. š., 15°13′9″ v. d.  |
| Pohled             |            | Kategorie „Stations of the Cross in Pohled“ na Wikimedia Commons                      | 500                                 |            | 1824            | Havlíčkův Brod   | 49°36′53″ s. š., 15°39′56″ v. d. |
| Polná              |            | Kategorie „Stations of the Cross in Polná“ na Wikimedia Commons                       | 500                                 |            | 1894            | Jihlava          | 49°29′36″ s. š., 15°42′56″ v. d. |
| Radňovice          |            | Kategorie „Stations of the Cross in Radňovice“ na Wikimedia Commons                   | 743                                 |            | 2011            | Žďár nad Sázavou | 49°34′18″ s. š., 16°2′30″ v. d.  |
| Řečice             |            |                                                                                       | 610                                 |            | 2005            | Žďár nad Sázavou | 49°30′47″ s. š., 16°3′5″ v. d.   |
| Stonařov           |            | Kategorie „Stations of the Cross in Stonařov“ na Wikimedia Commons                    | 635                                 |            | 1926, 2014      | Jihlava          | 49°16′57″ s. š., 15°35′41″ v. d. |
| Telč               |            | Kategorie „Stations of the Cross in Telč“ na Wikimedia Commons                        | 575                                 |            | před 1797       | Jihlava          | 49°12′ s. š., 15°25′17″ v. d.    |
| Třešť              |            | Kategorie „Stations of the Cross in Třešť“ na Wikimedia Commons                       | 615                                 |            | 1878            | Jihlava          | 49°17′26″ s. š., 15°29′28″ v. d. |